# Kuba címere

Kuba címere

Kuba címere egy sárga szegélyű osztott pajzs, amelynek felső részén a tengert és a felkelő napot ábrázolták. A tengeren elhelyezett aranyszínű kulcs Kuba földrajzi helyzetére utal, mivel a sziget a Mexikói-öböl kulcsa. A pajzs alsó része függőlegesen osztott, a bal oldalon kék és fehér sávok láthatók átlós elrendeződésben. A jobb oldalon egy pálmafát ábrázoltak, a háttérben tipikus kubai tájjal. A pajzs mögötti botköteg csúcsán a vörös Szabadság-sapka, a latin-amerikai szabadságharc jelképe látható.